# Забудский, Григорий Николаевич
Григорий Николаевич Забудский (Забуцкий) (1828—1891) — русский адмирал, участник Крымской войны.

## Биография
Родился в 1828 году.
Воспитывался в Морском кадетском корпусе и в 1844 году был произведён в гардемарины. В 1852 году на бриге «Аякс» участвовал в гидрографических работах в Финском заливе. 
Во время Крымской войны находился в составе Черноморского флота, в 1853 г. участвовал в Синопском сражении, а в 1854—1855 гг. состоял в гарнизоне Севастополя и, командуя здесь правым флангом бастиона № 4, был ранен в голову и контужен в бок и ноги. За отличие в этих делах награждён орденами св. Анны 4-й степени с надписью «за храбрость» и св. Владимира 4-й степени с мечами, золотой саблей с надписью «за храбрость», годовым окладом жалованья. 6 декабря 1854 г. получил орден св. Георгия 4-й степени (№ 9539 по списку Григоровича — Степанова)
В воздаяние за отличие, оказанное при бомбардировании в 1854 году, города Севастополя Англо-Французскими войсками и флотом
После войны переведён в Балтийский флот, где участвовал во многих учебных путешествиях в качестве руководителя и командира разных судов. В 1856 году командовал винтовой лодкой «Метель» в Балтийском море. В 1857-1858 годах служил на учебном корабле «Прохор». В 1859 году командовал винтовой лодкой «Лихач» в финских шхерах. 17 октября 1860 года произведен в чин капитан-лейтенанта. В должности старшего офицера винтового фрегата «Пересвет» в 1861 году перешел из Архангельска в Кронштадт, а в 1862 году в должности старшего офицера винтового корвета «Баян» крейсировал в Балтийском море. В 1863 году командовал корветом «Баян» в Балтийском море. В 1864 году награждён орденом Св. Анны II степени. В 1866 году назначен командовать фрегатом «Громобой».
1 января 1871 года был произведён в капитаны 1-го ранга и в 1871—1873 годах командировался в Саратовскую, а в 1874 году — в Архангельскую губернию для набора рекрутов. В 1875—1876 годах на броненосном фрегате «Севастополь» и пароходо-фрегате «Владимир» при штабе начальника броненосной эскадры плавал в финских шхерах. В 1876 году был награждён орденом Святого Владимира III степени. В 1878 году командовал гарнизоном и артиллерией Свеаборгского порта. В 1880 году назначен начальником 2-го отряда миноносок. 30 августа 1882 года — произведён в контр-адмиралы, с назначением заведующим гидравлическими плавучими доками в Кронштадте. В 1886—1887 годах занимал должность старшего помощника капитана над Кронштадтским портом. 7 декабря 1887 года уволен в отставку с чином вице-адмирала. Умер в 1891 году.
В «Морском сборнике» (1861 г., № 11) напечатана его статья «Килевание 54-х пушечного винтового фрегата „Пересвет“» и в «Военном сборнике» (1890 г., № 10—12) «Взрывчатые вещества в применении для стрельбы и в разрывных снарядах».
В честь Г. Н. Забудского назван мыс (мыс Забудского (Мачжонгоксоктан)) в Японском море (полуостров Корея), обследован в 1886 году экипажем клипера «Крейсер», тогда же присвоено название.